# Zemianske Sady
Zemianske Sady (Hongaars: Nemeskürt) is een Slowaakse gemeente in de regio Trnava, en maakt deel uit van het district Galanta.
Zemianske Sady telt 867 inwoners.